# Girolamo Aleandro
Girolamo Aleandro (Motta di Livenza, 13 febbraio 1480 – Roma, 1º febbraio 1542) è stato un cardinale e umanista italiano. 
Il cardinale Aleandro a volte è chiamato "il vecchio" per essere distinto dal suo omonimo nipote, noto come Girolamo Aleandro "il giovane", che fu un erudito di fama.

## Biografia
Nacque da Francesco Aleandro, filosofo e medico, e da Bartolomea Antonelli dei Bonfigli di nobile famiglia veneziana, nel 1480 a Motta di Livenza, nel Veneto ai confini col Friuli. Frequentemente gli viene attribuita come terra natale quella friulana per la particolare condizione del territorio mottense in quei decenni: proprio nel decennio della nascita di Girolamo si sarebbe infatti realizzata l'unificazione del territorio mottense sotto il dominio veneziano, includendo in esso anche il territorio ad est del fiume Livenza precedentemente appartenuto al libero comune di Lorenzaga (oggi frazione di Motta) appartenente al Friuli, territorio che fino a 60 anni prima aveva posseduto un regolare seggio di rappresentanza nel parlamento friulano e che, dal punto di vista ecclesiastico, anche nel seguito continuerà ad essere aggregato al Friuli (ed in particolare alla diocesi di Concordia).
Studiò teologia e lingue antiche a Padova e poi a Venezia, dove fu in contatto con Erasmo da Rotterdam e Aldo Manuzio. Fin da giovanissimo era reputato uno degli uomini più istruiti del tempo. Nel 1508 si recò a Parigi su invito di re Luigi XII come professore di greco e latino e tenne per un certo tempo la cattedra di rettore di quella università.
Fu poi al servizio di Eberhard von der Mark, principe-vescovo di Liegi, e fu inviato da quel prelato per una missione a Roma (1516): in seguito a questo, papa Leone X gli affidò (1519) l'ufficio di prefetto della Biblioteca Vaticana.
Nel settembre del 1520 si recò in Germania, ad Aquisgrana, come nunzio papale per presenziare all'incoronazione di Carlo V come "re dei Romani". In quell'occasione fu tra i protagonisti della Dieta di Worms (1521), in cui diresse l'opposizione a Lutero, sostenendo le misure più estreme per reprimere le dottrine del riformatore. L'editto di Worms, adottato dall'imperatore e dalla dieta, venne elaborato e proposto proprio da Aleandro. Le sue doti, indubbiamente non comuni, ma insieme anche i limiti gravissimi della sua personalità, lo portarono a feroci contrasti.  Questa prima grande missione dell'Aleandro in Germania, dopo l'attività svolta nei Paesi Bassi per l'applicazione della condanna e il lavoro diplomatico per predisporre favorevolmente i prìncipi tedeschi, culminò nella dieta di Worms, alla quale egli si presentò col rango di nunzio straordinario. L'Aleandro perseguì con tenacia e abilità, allo scopo di ottenere l'accettazione della condanna pontificia delle dottrine di Lutero e l'approvazione del bando imperiale contro l'eretico, nonostante l'ambiente fosse in parte ostile. Soprattutto lo vedevano dalla parte dei prìncipi colti e non dei poveri e barbari ignoranti. Libero arbitrio e predestinazione furono i concetti contrapposti nello scontro con Lutero.
Il proprio giudizio sulla Riforma lo manifestò con gran forza e non lo modificò mai fino a dettare i provvedimenti che lui stesso suggerì. A differenza del suo “amico” Erasmo da Rotterdam, per lui fu secondaria la dimensione religiosa del fenomeno, e considerò solo l'aspetto istituzionale, sociale ed eversivo del luteranesimo. Non colse mai i fermenti positivi né i consensi che esso suscitava. Secondo tale modo di vedere condusse sempre ogni azione sul piano politico, pensando che potesse bastare a risolvere la grave crisi religiosa in corso. La politica ecclesiastica, da lui sostenuta in modo determinato, si affermava con l'appoggio incondizionato del papa e la fermezza di Carlo V e con l'eliminazione degli abusi curiali più scandalosi. Non si convinse perciò immediatamente della necessità del concilio (che poi si realizzò a Trento); contribuì a fare di tale questione un puro elemento di pressione politica.
Un tribunale, molto simile a quello dell'Inquisizione spagnola, fu istituito arbitrariamente da Carlo V nei Paesi Bassi nel 1522 per reprimere il protestantesimo: due frati agostiniani di Anversa, Heinrich Voes e Johann Esch, considerati eretici, furono bruciati, in seguito ad una sentenza di quel tribunale, sulla Grand Place di Bruxelles il 1º luglio 1523. I due agostiniani sono oggi considerati i protomartiri della Riforma.
Risale a quegli anni la sua millantata nobiltà: si vantava di discendere da un nobile cividalese della famiglia Conti, detti altrimenti Burgoponti, i quali ebbero nel 1394 un marchese di Pietrapelosa (feudo in Istria concesso annualmente dai patriarchi di Aquileia) e che lui asseriva essere stati conti di Landro (nome vernacolare di Antro presso Cividale, gastaldia concessa pure essa annualmente dai suddetti patriarchi), mentre in realtà suo nonno sarto era figlio di un tale Landro di origine friulana. Si fece perciò concedere l'arma trinciata della citata famiglia cividalese. 
Nel 1524 papa Clemente VII, nominandolo arcivescovo di Brindisi e Oria, lo inviò come nunzio apostolico alla corte del re di Francia Francesco I. Fu preso prigioniero con quel monarca alla battaglia di Pavia (1525) e fu liberato soltanto col pagamento di un pesante riscatto.
Successivamente fu impiegato in varie missioni papali, particolarmente in Germania, dove in quegli anni l'imperatore concludeva con i protestanti l'accordo di Norimberga (Pace di Norimberga, ovvero Nürnberger Religionsfrieden 1532) ed ebbe altre nunziature in Ungheria e in Boemia.
È stato il primo cardinale della Chiesa cattolica ad essere nominato cardinale in pectore nel 1536 da papa Paolo III, e successivamente pubblicato con il titolo di San Crisogono (20 marzo 1538).
Nel 1541 rinunciò al vescovado di Brindisi in favore del nipote Francesco Aleandro e si recò a Roma. Nel concistoro del 15 luglio 1541 Paolo III concesse ai cardinali Gian Pietro Carafa e a Girolamo Aleandro, entrambi allineati su posizioni intransigenti, i poteri per coordinare l'attività dell'inquisizione. 
Avrebbe dovuto far parte della Commissione per la riforma della Curia Romana, in preparazione del Concilio di Trento, ma vi morì dopo poco. Fu sepolto inizialmente a Roma nella basilica di San Crisogono, in seguito le sue spoglie furono portate nella città natale di Motta di Livenza ed inumate nel Duomo di San Nicolò Vescovo.
Per intercessione del cardinale Girolamo Aleandro, papa Paolo III (1534-1549) donò la somma di 281 ducati pro Fabrica Sancti Nicolai in Mothe. L'attuale Duomo, dove è sepolto il cardinale Aleandro, fu ristrutturato sotto la direzione dei lavori anche di Padre Zorzi, architetto di Venezia, già presente a Motta con l'incarico di supervisore della fabbrica della chiesa della Madonna dei Miracoli (1510). È documentato un rapporto epistolare (archivio vaticano) tra l'Aleandro e la famiglia Giunti, noti editori di Venezia. In particolare in una lettera del luglio 1541 si sollecita la presenza dell'architetto Jacopo Sansovino per la costruzione della casa del cardinale e per l'antistante chiesa di San Nicolò, luogo della sua sepoltura. 
Con il famoso editore veneziano Manuzio, con cui collaborò con la conoscenza del latino e del greco, apportò importanti innovazioni inerenti alla scrittura tra cui il carattere corsivo e l'introduzione dell'apostrofo. Fu contubernale (da cum taberna, in pratica "divise la stessa stanza") con Erasmo da Rotterdam a cui insegnò il greco e il latino a Venezia. 
Fu nunzio presso l'imperatore Carlo V nel 1531 e nunzio apostolico a Venezia, dove si recò nel 1533. Con i cardinali Farnese, Campeggi e Cesi aprì la strada per la controriforma, occupandosi dei lavori per il concilio dal 1534 al 1537 sotto il papato di Paolo III. Lavorò con i più qualificati esponenti della riforma cattolica: Carafa, Pole, Sadoleto, Fregoso, Giberti, Cortese e Badia.
Donò la sua biblioteca ai canonici del monastero di Santa Maria dell'Orto a Venezia.
Viene ricordato ogni anno nel Corteo Storico della Giostra dei Rioni di Avetrana, dove è uno dei protagonisti.

## Scritti
Aleandro ha compilato un Lexicon greco-latinum (Parigi, 1512) e una Grammatica graeca (Argentorati, 1517).
La Biblioteca Vaticana inoltre conserva sue lettere autografe e altri documenti redatti da lui in relazione alle sue varie missioni contro Lutero.
Il Ragionamento pronunciato da Gerolamo Aleandri nella dieta di Vormazia per ottenere un bando imperiale contra Lutero e' suoi seguaci è stato pubblicato a stampa nel 1827 a Torino.

## Media
- Arti figurative: Del cardinale Aleandro esiste una bella incisione di Agostino Musi (1536), conservata in diverse biblioteche e musei del mondo.
- Cinema: Girolamo Aleandro è tra i protagonisti del film Luther - Genio, ribelle, liberatore (2003) di Eric Till: il suo ruolo è affidato all'attore Jonathan Firth.

## Genealogia episcopale
La genealogia episcopale è:
- Vescovo Leone de Simone
- Cardinale Oliviero Carafa
- Papa Paolo IV
- Cardinale Girolamo Aleandro